# غرافتون دي. كاشينج
غرافتون دي. كاشينج هو محامي وسياسي أمريكي، ولد في 4 أغسطس 1864 في بوسطن في الولايات المتحدة، وتوفي في 31 مايو 1939 في نيو بدفورد في الولايات المتحدة. نشط حزبياً في الحزب الجمهوري. وقد انتخب نائب حاكم ماساتشوستس ‏ (7 يناير 1915 – 6 يناير 1916) وانتخب عضو مجلس نواب ماساتشوستس ‏.